# Parafia św. Krzysztofa w Tychach
Parafia św. Krzysztofa – rzymskokatolicka parafia znajdująca się w Tychach. Parafia należy do dekanatu Tychy Nowe w archidiecezji katowickiej.

## Proboszczowie i administratorzy[1]
- ks. Wojciech Wyciślik (prowadził budowę w latach 1982–1983, proboszcz 1983–2014)
- ks. Zenon Ryzner, proboszcz (2014–2021)
- ks. Robert Błotko, proboszcz (2021–2023)
- ks. Szymon Kiera, administrator (od 2023)